# West Bromwich Albion Football Club
Il West Bromwich Albion Football Club, noto semplicemente come West Bromwich Albion o West Bromwich (oltre che con l'acronimo WBA), è una società calcistica inglese della città di West Bromwich, nella contea metropolitana delle West Midlands. Milita in Championship, la seconda serie del campionato inglese di calcio.
Fondato nel 1878, il WBA ha militato in massima divisione per la maggior parte della sua storia. Nel palmarès della squadra figurano un campionato vinto nella stagione 1919-1920 e cinque FA Cup. I colori sociali sono il blu scuro (navy) e il bianco (white).
Baggies è il soprannome con cui vengono chiamati i giocatori ed i tifosi, caratteristici per l'esultanza up and down delle braccia (boing boing) ad ogni rete del West Brom. L'origine del soprannome è incerta, anche se quasi probabilmente venne utilizzato la prima volta durante le prime gare interne a The Hawthorns, il ground ufficiale del club. Una delle teorie suggerisce che il termine derivi dai larghi pantaloni (baggy trousers) che i lavoratori delle fonderie locali indossavano per proteggersi dal ferro fuso. Lo stemma rappresenta un tordo (throstle) su un ramo di biancospino (hawthorn) con uno sfondo a strisce verticali blu e bianche; da questo deriva Throstles (tordi), l'altro soprannome dei giocatori e dei sostenitori del club.
Fino a luglio del 2016 il maggiore azionista di WBA Group Ltd era la WBA Holdings Ltd una compagnia controllata da Jeremy Peace che deteneva l'87.8% del capitale, ma dopo l'accordo raggiunto con la cordata di investitori cinesi guidata da Guochuan Lai, uomo d'affari a capo della Yunyi Guokai Sports Development Ltd di Shanghai che acquisì l'88% del capitale azionario, il WBA divenne la prima squadra di Premier League ad essere gestita da un gruppo di investitori dell'estremo oriente. Al posto di Jeremy Peace in carica da 14 anni, viene nominato chairman John Williams ed in seguito il ruolo viene assunto dallo stesso Guochuan Lai. Terminata la gestione cinese, dal 1º marzo del 2024, l'americano Shilen Patel della Bilkul Football WBA, acquisendo l'87.8% delle azioni del club, diventa il nuovo chairman.
La squadra gioca nello stadio The Hawthorns, che dopo l'ultimo rifacimento nell'estate del 2014 ha una capienza ufficiale di 26.272 spettatori. Il West Brom inaugurò l'impianto il 3 settembre 1900 pareggiando 1-1 la gara contro il Derby County; il record di spettatori si ebbe il 6 marzo 1937, quando 64.815 spettatori assistettero al 3-1 del West Brom contro l'Arsenal, nei quarti di finale di FA Cup.

## Storia

### La fondazione della Football League

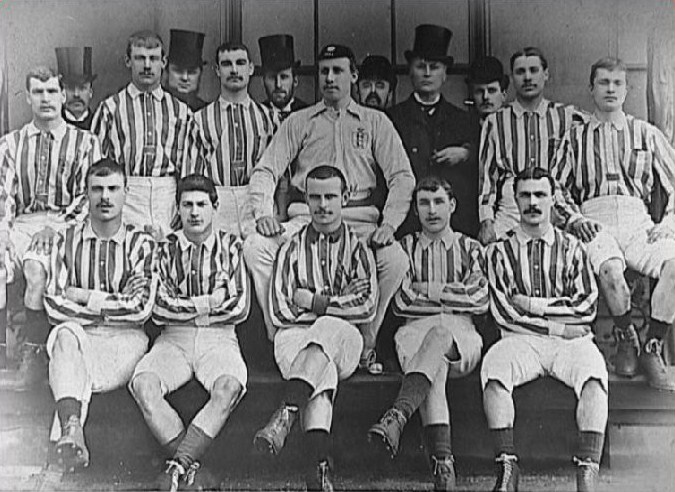
Il WBA vincitore della FA Cup nel 1888

Il club fu fondato nel 1878 dai lavoratori della George Salter's Spring Works, una manifattura di bilance situata a West Bromwich nello Staffordshire. Nel 1879 prese il nome di West Bromwich Strollers. Il nome scelto è legato al fatto che i giocatori della squadra di allora dovettero recarsi nella vicina Wednesbury per procurarsi un pallone, da qui il nomignolo di Strollers (girovaghi, vagabondi). Nel 1880 il nome del club fu cambiato in West Bromwich Albion, con riferimento al quartiere di West Bromwich chiamato Albion, dove alcuni giocatori vivevano o lavoravano, ciò che ai giorni nostri corrisponde a Greets Green.
Il West Bromwich Albion vinse il primo trofeo, la Staffordshire Cup, e debuttò in FA Cup nel 1883, divenne professionista nel 1885 e fu finalista per la prima volta nel 1886, pareggiando 0-0 e poi perdendo 2-0 nel replay contro il Blackburn Rovers, e per la seconda volta nel 1887, quando venne sconfitto 2-0 dai cugini dell'Aston Villa, ma il 24 marzo del 1888 il West Brom raggiunse il successo in FA Cup, vincendo 2-1 nella finale contro il Preston North End. Nel marzo dello stesso anno fu uno dei clubs membri fondatori della Football League, federazione voluta da William McGregor, chairman dell'Aston Villa. La prima stagione della Football League cominciò pochi mesi dopo, l'8 settembre 1888, con dodici clubs membri delle Midlands e dell'Inghilterra del Nord: Accrington, Aston Villa, Blackburn Rovers, Bolton, Burnley, Derby County, Everton, Notts County, Preston North End, Stoke FC, West Bromwich Albion e Wolverhampton Wanderers. Il campionato si concluse con la vittoria del Preston North End, mentre l'Albion chiuse a metà classifica. Il primo chairman del club fu Henry Jackson che intraprese una società di capitali a partire dal 1891.

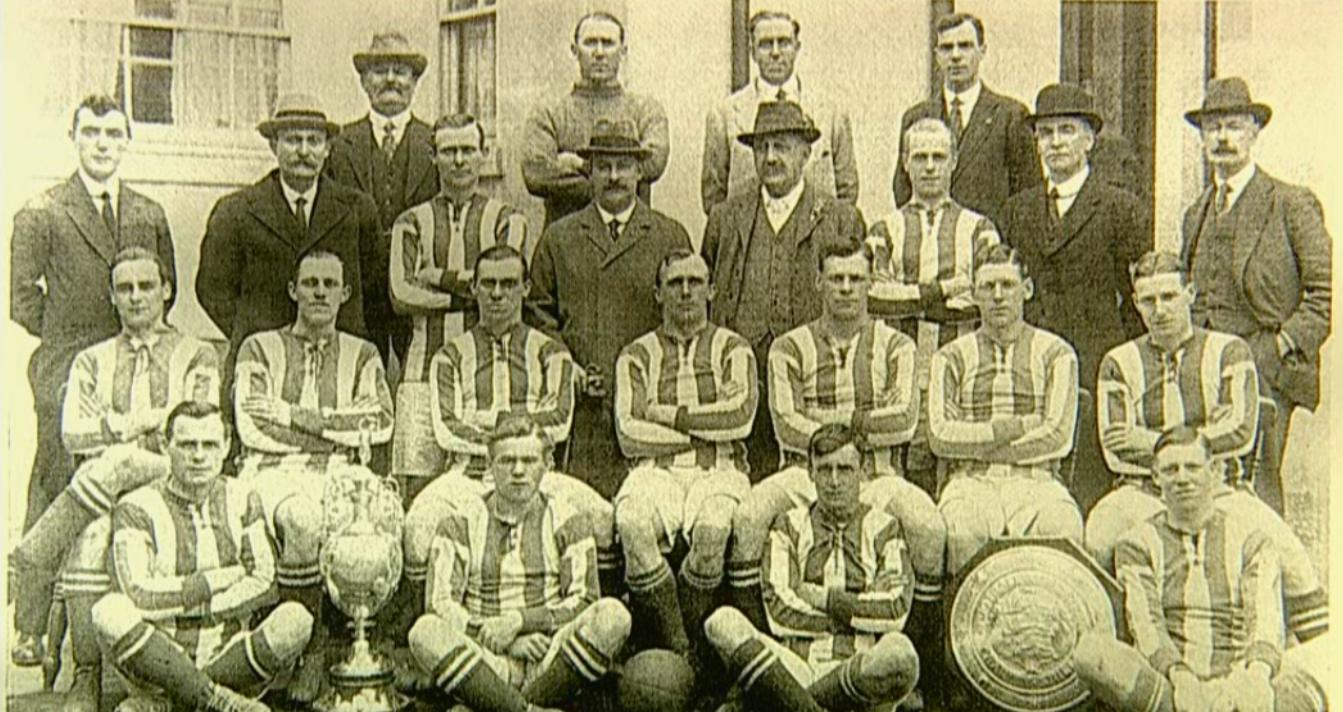
Il West Bromwich Albion nel 1920 con i trofei di Football League First Division e Charity Shield

Nel 1892 il West Brom si aggiudicò di nuovo la FA Cup, battendo 3-0 l'Aston Villa al Kennington Oval, uno stadio di cricket e di calcio di Londra. Tre anni dopo i Villans si presero la rivincita nella finale di FA Cup persa 1-0. L'Albion retrocesse in Division Two nel 1900-1901, la prima stagione allo stadio The Hawthorns. Il club riuscì a riconquistare la promozione al primo tentativo, ma retrocesse dopo una sola stagione in massima divisione. Nel 1902, Fred Everiss succede a Frank Heaven alla guida del WBA e vi rimarrà fino al 1948. Nel 1911 l'Albion vinse il campionato di Division Two e l'anno dopo fu ancora finalista di FA Cup, persa negli extra-time del replay contro il Barnsley, squadra di seconda divisione. Negli anni successivi disputò la Football League First Division fino alla sospensione del campionato dal 1915 al 1919 per cause belliche.

### Il WBA campione nel 1920 e la stagione d'oro del 1954
Nel 1920 il West Bromwich Albion vinse il primo titolo inglese della propria storia. La data di inizio del torneo (il primo campionato inglese con 22 club partecipanti ed il primo dopo le ostilità della prima guerra mondiale), fu fissata per il 30 agosto 1919. Dalla mischia iniziale uscì alla nona giornata il West Brom, già in vetta alla classifica da tre turni assieme al Burnley. L'Albion da quel momento tentò la fuga, seguito dallo stesso Burnley e dal Newcastle United. La fine del girone di andata vide l'Albion in testa con un punto di vantaggio sul Burnley. All'inizio del girone di ritorno l'Albion allungò il passo rispetto alle rivali ed incrementò ulteriormente il suo vantaggio nei confronti del Burnley, evitando con quattro giornate di anticipo un possibile sorpasso dell'inseguitrice e vincendo, alla giornata successiva, il suo primo titolo nazionale. In quella stagione Fred Morris vinse la classifica cannonieri con 37 reti e la squadra ne segnò complessivamente 104.
Nel 1925 l'Albion si piazzò secondo a due punti di distacco dall'Huddersfield di Herbert Chapman, ottenendo però il maggior numero di vittorie (23), ma nel 1927 subì un'altra retrocessione in Division Two. Nel 1931 l'Albion ottenne la promozione in Football League First Division ed il 25 aprile a Wembley entrò per la terza volta nell'Albo d'oro della FA Cup, sconfiggendo nel derby il Birmingham City per 2-1 in finale, con una doppietta di William “Ginger” Richardson.

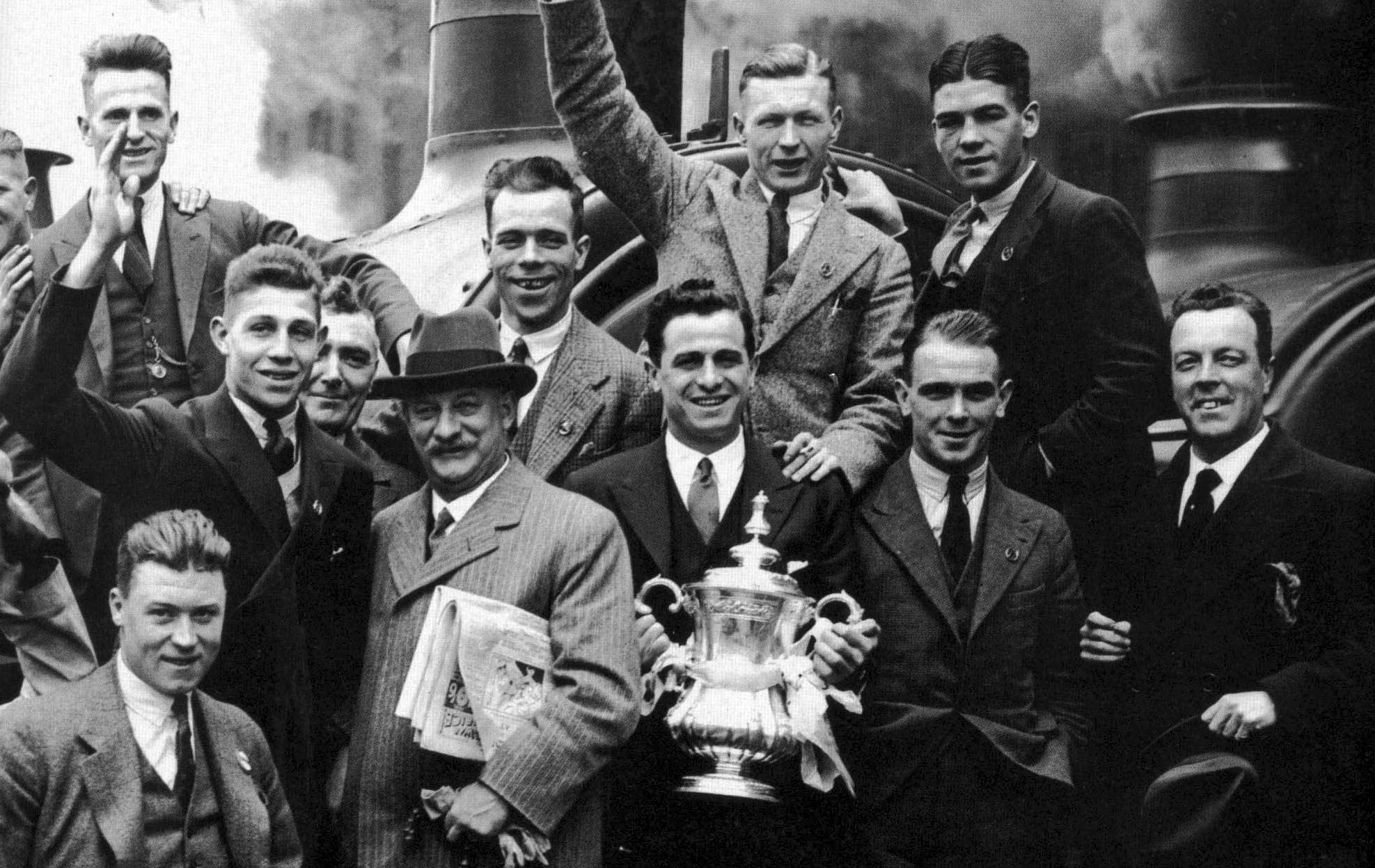
I giocatori del WBA celebrano la vittoria in FA Cup nel 1931

Nel 1935 il West Brom Albion fu finalista di FA Cup, perdendo contro lo Sheffield Wednesday per 4-2. Nel 1936 capocannoniere del torneo fu William “Ginger” Richardson con 39 reti. L'8 aprile 1937, morì lo storico chairman del West Brom, Billy Bassett, in carica dal 1908, che aveva impedito il fallimento del club pagando degli stipendi di tasca propria. Durante la sua presidenza, a causa della forte rivalità tra inglesi e scozzesi, nessun giocatore scozzese venne reclutato nel WBA.
La sua morte fu ricordata due giorni dopo con un minuto di silenzio a lui dedicato prima della semifinale di FA Cup tra Preston North End e West Bromwich Albion, vinta 4-1 dal North End. I giocatori del West Brom furono chiaramente storditi dalla scomparsa di Billy Bassett, tanto che lo stesso Teddy Sanford, disse:“We were all too full up to play..” (Eravamo troppo tristi per giocare). Tutta la squadra commemorò la morte di Billy Bassett e più di 100.000 persone presero parte al corteo funebre per le strade di West Bromwich. L'Albion retrocesse nel 1938, alla vigilia della sospensione dal 1939 al 1946 per la seconda guerra mondiale, finché non ottenne la promozione con il gallese Jack Smith nel 1949 e rimase per 24 anni consecutivi in massima divisione.
Nella stagione d'oro 1953-1954 il West Bromwich di Ronnie Allen, 208 reti e 415 presenze in campionato, uno dei marcatori più prolifici nella storia dei Throstles di cui era diventato un'icona, mise in bacheca l'FA Cup battendo i Lilywhites del Preston North End per 3-2,, mentre nel Charity Shield condivise il trofeo con i Wolves, dopo il 4-4 al Molineux Stadium nel Black Country Derby. In campionato l'Albion si classificò secondo (53 punti), proprio dietro ai Wolves (57 punti), sfiorando il double, ma attestandosi come una delle migliori compagini inglesi, tanto che Peter Wilson, giornalista del Daily Mirror, definì il WBA come “la squadra del secolo” e suggerì di convocare solo giocatori del WBA per la fase finale dei mondiali del 1954. La squadra guidata da Vic Buckingham rappresentava, infatti, l'archetipo del calcio moderno: gioco d'attacco, corsa e forza fisica devastanti.

### L'ultima FA Cup e il declino dell'Albion di Atkinson
Alla fine degli anni '50 si ebbe un predominio in First Division da parte del Wolverhampton, ma verso la metà degli anni '60 fu il West Brom ad avere più continuità in massima divisione. Dopo il successo sotto la guida di Jimmy Hagan per 5-3 nella finale del 1966 in League Cup contro il West Ham, è con Alan Ashman che i Throstles conquistarono, il 18 maggio del 1968, la quinta FA Cup, l'ultimo grande trofeo, vincendo la finale a Wembley contro l'Everton, grazie ad un goal negli extra-time del leggendario Jeff Astle, detto “The King”.

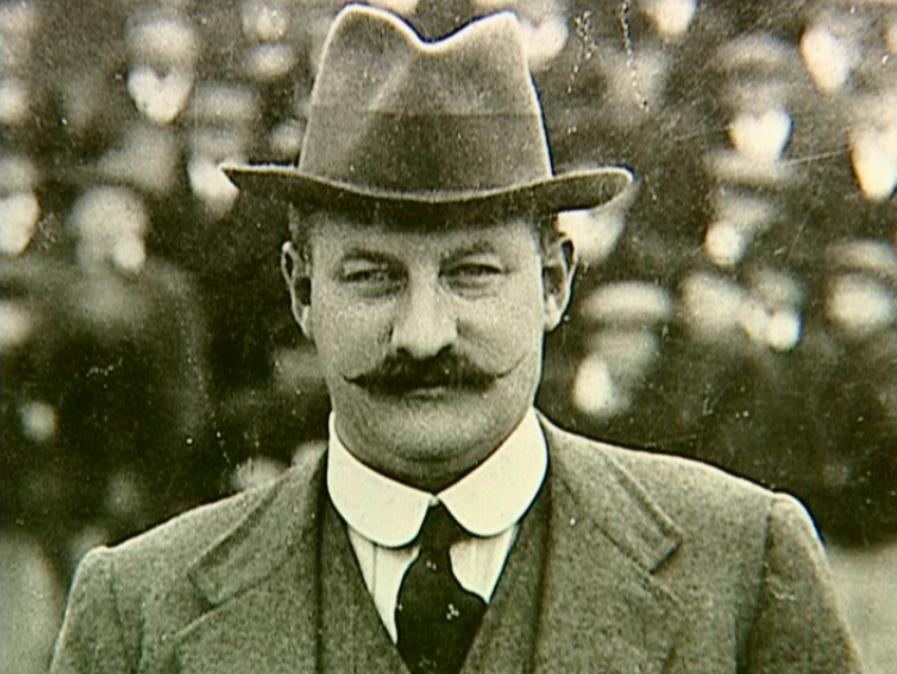
Billy Bassett chairman del West Bromwich Albion F.C. dal 1908 al 1937

Il West Brom partecipò, inoltre, a due finali di League Cup, una nel 1967 contro il Queens Park Rangers persa 3-2, e l'altra nel 1970 contro il City persa 2-1. Jeff Astle e Tony Brown furono i migliori marcatori della Football League First Division, Jeff Astle nel 1970 con 25 reti e Tony Brown nel 1971 con 28 reti. Tony Brown divenne il primo cannoniere nella storia del West Bromwich Albion, marcando 574 presenze e segnando 218 reti. Intanto Alan Ashman venne sostituito da Don Howe, giocatore che tornava nelle vesti di manager. La carriera di Don Howe al WBA cominciò e finì malissimo, con la retrocessione nel 1973 e la mancata promozione nella stagione successiva, tanto che nel 1975 al posto di Howe venne chiamato alla guida del club l'irlandese Johnny Giles, che non tardò a riconquistare la massima serie.
Johnny Giles, che era già allenatore della Nazionale di calcio dell'Irlanda e che voleva concentrarsi più nel ruolo di coach dell'Irlanda, fu confermato nel ruolo di manager del West Brom anche per la stagione successiva, finché non venne lasciato libero alla fine della stessa. Ronnie Allen, compagno di Howe in campo, tornò alla guida dell'Albion, ma quando gli sceicchi arabi bussarono alla sua porta accettò il ruolo di vice-allenatore della Nazionale di calcio dell'Arabia Saudita, lasciando libera la panchina del WBA. Ad occuparla fu Ron Atkinson e “Big Ron” non tardò a lasciare il segno.
La squadra di Atkinson divenne nota soprattutto per Laurie Cunningham, Cyrille Regis e Brandon Batson, i leggendari “The Three Degrees”, così come li chiamava il manager e così come li ricorderà la storia. Era la prima volta che una squadra inglese schierava in campo insieme tre giocatori di colore, cosa insolita a quei tempi, visto che il calcio era stato, fino ad allora, uno sport più propenso ai nordici in terra d'Albione. La squadra dei “The Three Degrees” e di Bryan Robson, Ally Robertson, Derek Statham, fu una squadra che non vinse nulla, che si piazzò soltanto terza in First Division, dietro al formidabile Liverpool di Kenny Dalglish e Graeme Souness e dietro al leggendario Nottingham Forest di Brian Clough, che per caricare i suoi uomini, una volta nello spogliatoio disse:“Forget West Bromwich fucking Albion.. Anybody can play against West Bromwich Albion..”  (Dimenticate il West Bromwich..Tutti possono giocare contro il West Brom..).
Seppure giocando all'ombra di due clubs che vinsero praticamente tutto sia in campo nazionale che a livello internazionale, fu invece, quella dei “The Three Degrees”, una squadra che non verrà dimenticata, che regalò tante emozioni ai propri fans per il suo calcio divertente e per le prestazioni eccellenti sia in campionato che nelle coppe nazionali, semifinalista nel '78 in FA Cup contro l'Ipswich Town (l'Albion deteneva il record di maggior numero di semifinali disputate) e prendendo parte alle coppe europee prima nella stagione 1968-1969, in cui il West Brom venne eliminato ai quarti di finale della Coppa delle Coppe dagli scozzesi del Dunfermline Athletic, e poi nella stagione 1978-1979, eliminato ai quarti di finale di UEFA Cup dalla Stella Rossa di Belgrado, futura finalista.
Fu anche la prima squadra inglese a giocare in Cina (Albion in the Orient, il documentario della BBC al riguardo), ma poi i pezzi pregiati cominciarono ad essere ceduti, a partire da Laurie Cunningham, che passò al Real Madrid e che a Madrid, a quel tempo nel Rayo Vallecano, morì tragicamente all'età di 33 anni. Sebbene all'inizio i rimpiazzi si dimostrarono all'altezza, pian piano iniziò il declino. Ronnie Allen tornò sui suoi passi e prese il posto di Ron Atkinson, passato allo United. Fu la volta di Ron Wylie, che si dimise e venne sostituito da Johnny Giles e poi da Nobby Stiles, ma il West Brom continuava a perdere le pedine migliori e sul finire della disastrosa stagione 1985-1986 a nulla servì l'arrivo in panchina di Ron Saunders.

### Alla conquista della Premiership
La FA Premier League venne fondata il 27 maggio 1992, dopo che i 22 club aderenti alla vecchia First Division, la massima divisione inglese dal 1888, si dimisero in blocco dalla Football League. Alla base dello scisma ci fu la volontà da parte dei maggiori clubs inglesi di poter contrattare i diritti televisivi e relativi sponsors, senza doverlo fare in blocco attraverso la Football Association e la Football League.
Dopo aver disputato cinque stagioni in seconda divisione, con l'avvento della Premier League, il club si trovò a disputare il campionato di terza divisione, che aveva cambiato nome in Division Two, finché, nel 1993, l'Albion di Ossie Ardiles, battendo il Port Vale per 3-0 nella finale dei play-off, raggiunse la prima divisione, l'allora First Division, e Bob Taylor con 30 reti fu il miglior cannoniere della stagione, massimo traguardo di un giocatore del club dal 1968.
In quegl'anni vengono eseguiti dei lavori di ristrutturazione dello stadio The Hawthorns per trasformare i posti “in piedi” in posti “seduti”, raggiungendo una capienza di 26.000 spettatori. Lo stadio rinnovato viene inaugurato nel Boxing Day del 1994, con una vittoria del West Brom sul Bristol City per 1-0, davanti a 21.000 spettatori. I lavori di ammodernamento del The Hawthorns continueranno anche negli anni a venire.

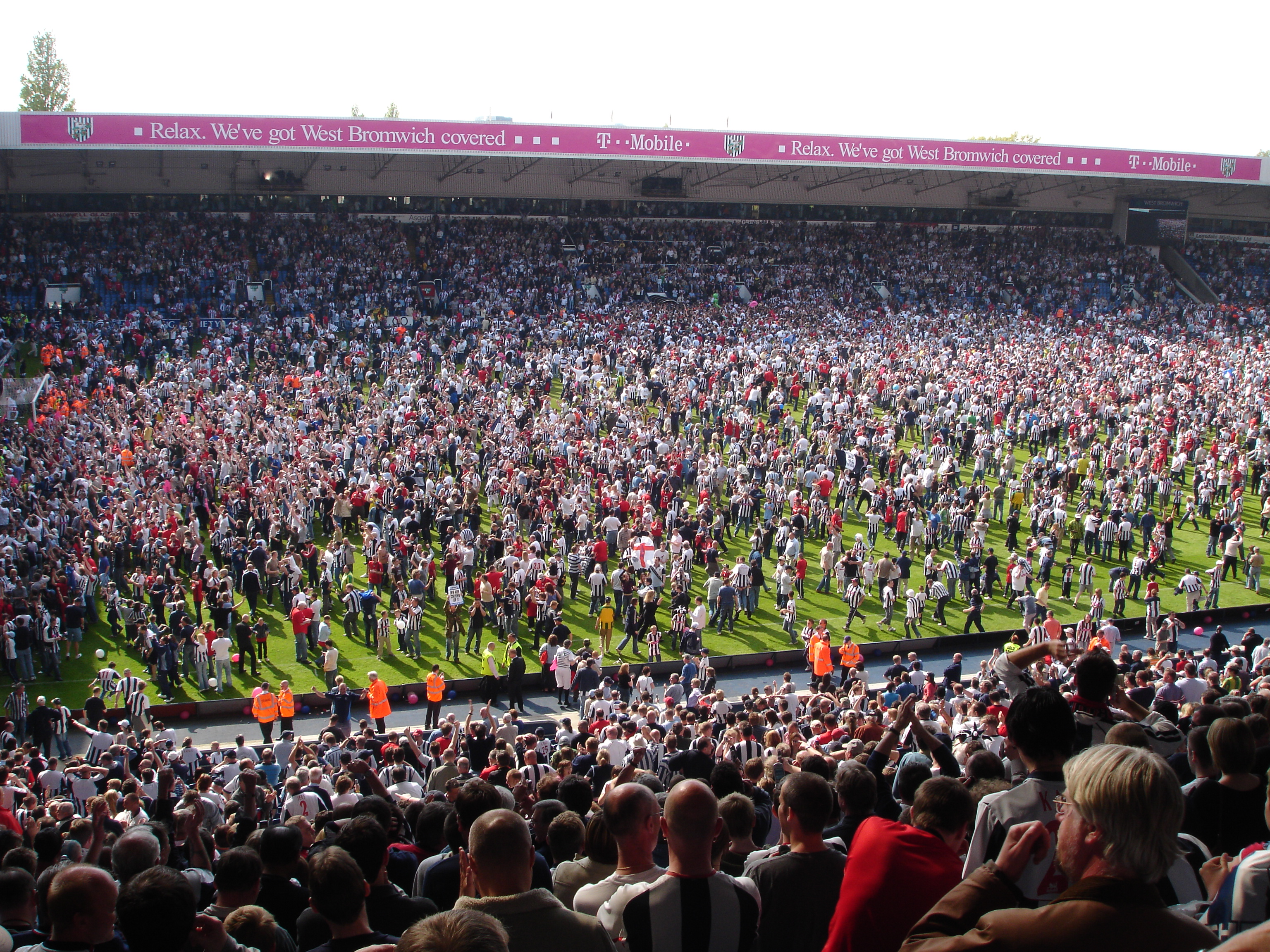
15 Maggio 2005. I tifosi invadono The Hawthorns per festeggiare la salvezza dopo “The Great Escape”

L'Albion trascorse le successive stagioni in First Division prima con Alan Buckley (1994-1997) e poi con Denis Smith (1997-1999), raggiungendo i play-off nel 2001, sconfitto in semifinale dal Bolton. Con il nuovo chairman Jeremy Peace e con il  coach Gary Megson alla guida dei Baggies, nella stagione 2001-2002 il West Brom ottiene l'agognata promozione in Premier League, rimontando 11 punti a 8 giornate dalla fine ai Wolves.
Tra le curiosità di quella stagione va menzionata “la battaglia di Bramall Lane”, il match disputato il 16 marzo contro lo Sheffield United e sospeso all'82º minuto, dopo che la formazione di casa fu ridotta in sei uomini a causa di tre espulsioni e due infortuni, quando ormai tutte le sostituzioni erano state eseguite ed il punteggio vedeva l'Albion in vantaggio per 3-0. L'incontro non fu ripetuto e l'Albion concluse trionfalmente il campionato dietro il Manchester City.
Cominciavano gli “yo-yo years”, anni in cui il club si alternava tra Premiership e First Division (Championship), con la retrocessione nel 2003 e l'immediato ritorno in massima divisione nel 2004. Nella stagione 2004-2005, Gary Megson viene sostituito da Bryan Robson, che riesce a salvare il West Brom all'ultima giornata nonostante fosse ultimo in classifica a metà stagione (mai un club di Premiership riuscirà ad eguagliare una tale impresa) e dopo quella che passerà alla storia come “The Great Escape”, una rimonta che sembrava impossibile, Bryan Robson viene esonerato e sostituito da Tony Mowbray.
Dopo la retrocessione nella stagione 2005-2006, il West Brom raggiunse la finale dei play-off nel maggio 2007, eliminando i  Wolves, per poi soccombere a Wembley contro il Derby County per 1-0. Terminò la stagione 2007-2008 al comando della Championship, tornando in Premier League sotto la guida di Tony Mowbray, un mese dopo aver perso la semifinale di FA Cup contro il Portsmouth. Nella stagione 2008-2009 l'Albion retrocede un'altra volta, ma il 10 aprile 2010, con Roberto Di Matteo, ottiene la promozione in Premier League ed in seguito alle dimissioni di Di Matteo nel febbraio 2011, con Roy Hodgson, in qualità di coach, il West Brom continuerà la permanenza in Premier League.

### In Premier League
Nella stagione 2012-2013, con Steve Clarke in sostituzione di Roy Hodgson, passato ad allenare la nazionale inglese, l'Albion inizia bene il campionato, trovandosi dopo dieci giornate in terza posizione, finendo la stagione all'ottavo posto in classifica. Nel 2013-2014 il tecnico scozzese viene confermato, ma dopo un brillante avvio di stagione, con la vittoria all'Old Trafford contro lo United, il pareggio interno a The Hawthorns contro l'Arsenal ed un altro pareggio a Stamford Bridge contro il Chelsea, una serie di sconfitte consecutive porterà all'esonero di Steve Clarke, destinato poi a diventare commissario tecnico della Scozia.

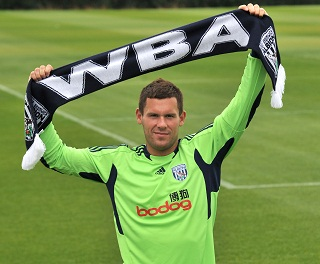
Ben Foster, portiere del WBA eletto per quattro volte calciatore dell'anno

Nel match disputatosi il 28 dicembre 2013 al Boleyn Ground tra il West Brom ed il West Ham finito 3-3, Nicolas Anelka, al 40° ed al 45° del primo tempo, segna due gol per il West Brom esultando con il gesto della quenelle, il saluto nazista alla rovescia reso celebre dall'umorista francese Dieudonné che già aveva suscitato polemiche in Francia.
Le pubbliche scuse dell'attaccante francese non impedirono alla federazione di aprire un'indagine. A fine febbraio ad Anelka viene inflitta una squalifica di cinque turni ed un'ammenda di 80 000 sterline per il gesto considerato antisionista dalla Football Association, oltre all'obbligo di astensione da tutti i campionati. A marzo si definisce la rescissione anticipata del contratto tra l'attaccante francese ed il West Bromwich Albion dopo che egli per primo ne aveva dato notizia sui social network.
In un primo momento Pepe Mel, ex allenatore del Betis Siviglia, non accetta di assumere la guida tecnica del WBA che naviga nella bassa classifica della Premier League, ma in gennaio, quando l'accordo sembrava sfumato, Pepe Mel ci ripensa ed accetta la proposta del WBA. A conclusione di una stagione sofferta l'Albion riesce a salvarsi, giungendo al quart'ultimo posto a tre punti dalla zona retrocessione, assicurandosi un'altra stagione in Premiership.
In maggio il West Brom annuncia la rescissione consensuale con il tecnico Pepe Mel e per la stagione di Premier League 2014-2015 ingaggia Alan Irvine, tecnico scozzese proveniente dalle giovanili dell'Everton. L'esperienza di Irvine alla guida dell'Albion dura però solo sei mesi: alla fine del girone di andata, il 28 dicembre 2014, dopo la sconfitta con lo Stoke City, il tecnico viene esonerato.
Il 1º gennaio 2015 è Tony Pulis ad assumere la carica di allenatore della squadra, firmando un contratto di due anni e mezzo. Grazie al tecnico gallese, che in carriera non era mai retrocesso con le squadre che aveva allenato, il West Bromwich raggiunge la salvezza con due giornate di anticipo, garantendosi la sesta stagione consecutiva in Premier League. Nella stagione di Premier League 2015-2016 il WBA si mantiene sempre a debita distanza dalle zone della bassa classifica, senza risultati significativi in FA Cup e League Cup.
Alla fine della stagione l'Albion è l'unica squadra delle West Midlands a militare ancora in Premier League e diviene anche l'unica squadra inglese ad essere gestita da una società cinese, dopo l'acquisizione dell'88% del capitale azionario avvenuto nel luglio del 2016 da parte di una cordata di investitori guidata da Guochuan Lai. Dopo i quattordici anni di presidenza di Jeremy Peace, il nuovo presidente viene individuato nella figura di John Williams, in passato alla guida del Blackburn Rovers, ma poi sarà Guochuan Lai ad assumere questo ruolo.

### La gestione cinese
Nella stagione 2016-2017, la prima della gestione cinese, la squadra di Tony Pulis si piazza decima in campionato, disputando una delle migliori stagioni in sette anni di permanenza in massima divisione. All'inizio della stagione di Premier League 2017-2018, tuttavia, il West Brom si ritrova di nuovo nelle zone basse della classifica. La sconfitta interna con il Chelsea alla dodicesima giornata provoca l'esonero di Pulis.
Dopo una breve parentesi sotto la guida di Gary Megson, a fine novembre Alan Pardew sottoscrive un contratto che lo lega al WBA, nell'imminenza del match contro la sua ex squadra, il Crystal Palace, ma l'Albion non ottiene i risultati utili per sperare nella salvezza e a poche giornate dal termine del campionato, a situazione ormai compromessa, Darren Moore rileva Pardew alla guida del club. Vano sarà il tentativo di rimonta finale: il West Brom concluderà la stagione all'ultimo posto e retrocede dopo otto stagioni consecutive trascorse in Premier League.
Nella stagione 2018-2019 il WBA cambia lo sponsor tecnico, passando da Adidas a Puma, e si piazza quarto in seconda serie, qualificandosi così ai play-off, dove subisce l'eliminazione ai tiri di rigore nel derby contro l'Aston Villa. Il West Bromwich, da unica squadra della Midlands a giocare in Premier League, resta in seconda divisione, mentre Wolverhampton e Aston Villa forniranno prestazioni migliori, arrivando a gareggiare anche in campo internazionale.
Nel giugno 2019 viene ingaggiato il croato Slaven Bilić e per tutta la stagione 2019-2020 l'Albion si alterna con il Leeds nelle prime posizioni della classifica, in un campionato interrotto nel marzo 2020 a causa della pandemia di COVID-19, con nove gare ancora da disputare. Il torneo riparte a porte chiuse e a luglio il West Brom di Pereira e Diangana riguadagna la Premier League, ma un inizio sotto tono della stagione 2020-2021 porta all'esonero di Bilić. Il successore, Sam Allardyce, non riesce a evitare la nuova caduta in Championship.
Il francese Valérien Ismaël passa alla guida dei Baggies nella stagione 2021-2022, ma se con lui i risultati non sono esaltanti, con Steve Bruce andrà anche peggio. Nella stagione 2022-2023, toccato il fondo della classifica, la squadra viene affidata al tecnico Carlos Corberán. Con lo spagnolo, già assistente di Marcelo Bielsa al Leeds, il West Brom consegue una serie di risultati positivi che proietta la squadra nella parte alta della classifica; solo qualche infortunio di troppo impedirà a fine stagione l'accesso ai play-off.
Nel gennaio 2024 West Bromwich e Wolverhampton si affrontano al The Hawthorns in un match di FA Cup dopo dodici anni, ma al 78° della ripresa, quando gli ospiti raddoppiano, si verificano incidenti sugli spalti, tanto che la gara viene sospesa a lungo per poi riprendere e concludersi con la sconfitta della squadra di casa. Intanto la stagione di Championship 2023-2024 si conclude, dopo un campionato tutto sommato discreto, con la qualificazione ai play-off del West Brom di Corberán, dove la squadra, pareggiata per 0-0 in casa la partita di andata delle semifinali, viene eliminata nel match di ritorno al St Mary's Stadium dal Southampton a causa di una sconfitta per 3-1, in presenza del nuovo presidente Shilen Patel.

### Storia recente
Il governo cinese aveva deciso da tempo restrizioni sulle attività legate a società di calcio, così, Guochuan Lai, in difficoltà economiche, chiese un finanziamento di 20 milioni di sterline a MSD UK Holdings, suscitando proteste da parte dei fan più accesi, fino a quando, dopo sette anni di presidenza, il giovane presidente cinese finì per cedere all'imprenditore americano Shilen Patel e a suo padre Kiran C. Patel la maggioranza azionaria dell'87,8% del West Bromwich Albion. Patel, già azionista minoritario del Bologna, il 1º marzo 2024 assume così la carica di presidente del WBA.
Nel dicembre 2024 Carlos Corberán viene richiamato in terra d'origine per risollevare le sorti del Valencia, che si trova in piena zona retrocessione della Liga. Dopo un breve periodo di transizione, il ruolo di coach del West Brom verrà assunto da Tony Mowbray, che dopo circa vent'anni torna a sedere sulla panchina dei Baggies.

## Cronistoria

### Competizioni nazionali
| Livello | Categoria       | Partecipazioni | Debutto   | Ultima stagione | Totale |
| ------- | --------------- | -------------- | --------- | --------------- | ------ |
| 1º      | First Division  | 68             | 1888-1889 | 1985-1986       | 81     |
| 1º      | Premier League  | 12             | 2002-2003 | 2020-2021       | 81     |
| 2º      | Second Division | 24             | 1901-1902 | 1990-1991       | 43     |
| 2º      | First Division  | 10             | 1993-1994 | 2003-2004       | 43     |
| 2º      | Championship    | 8              | 2006-2007 | 2025-2026       | 43     |
| 3º      | Third Division  | 1              | 1991-1992 | 1991-1992       | 2      |
| 3º      | Second Division | 1              | 1992-1993 | 1992-1993       | 2      |

### Competizioni internazionali
| Competizione      | Trofeo | Debutto   | Ultima stagione | Miglior risultato | Totale |
| ----------------- | ------ | --------- | --------------- | ----------------- | ------ |
| Coppa UEFA        |        | 1978-1979 | 1981-1982       | Quarti di Finale  | 3      |
| Coppa delle Coppe |        | 1968-1969 | 1968-1969       | Quarti di Finale  | 1      |
| Coppa delle Fiere |        | 1966–1967 | 1966–1967       | Ottavi di Finale  | 1      |

## Colori e simboli

### Colori

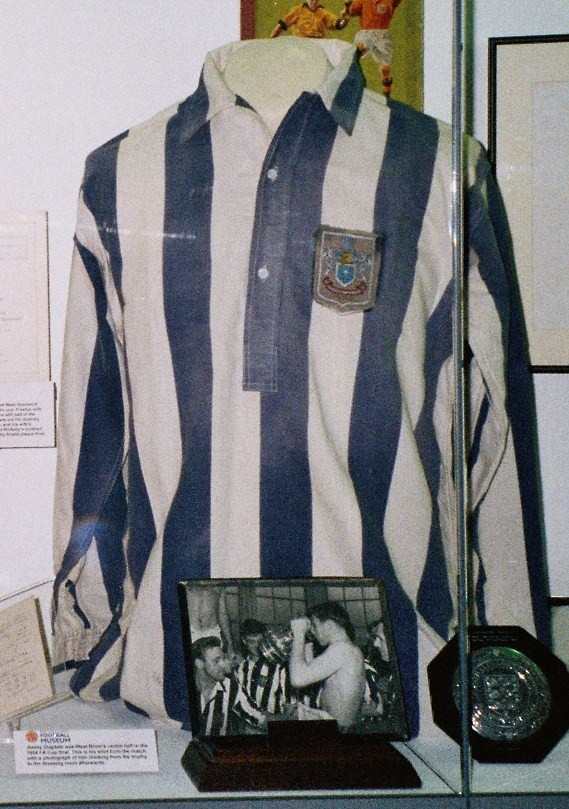
Divisa storica del West Bromwich Albion indossata nella finale di FA Cup del 1954

Il West Bromwich Albion ha giocato con una maglia a strisce verticali di colore blu (navy) e bianche, e con pantaloncini e calzettoni bianchi, per gran parte della sua esistenza calcistica. Nei primi anni della sua storia, la squadra aveva indossato delle divise di differenti colori, ma le strisce verticali blu e bianche saranno i colori ufficiali già nella stagione 1885-1886, anche se a quel tempo il blu era di colore più chiaro.
Le strisce diventarono blue navy solo dopo la prima guerra mondiale, ma nelle gare disputate nei tornei regionali durante la seconda guerra mondiale, l'Albion fu costretto a vestire una casacca completamente blu, in quanto il materiale a strisce era considerato un lusso.
Come tutti gli altri football clubs, anche l'Albion disputa le gare esterne con una seconda o terza divisa da trasferta, distinguibile rispetto a quella della squadra ospitante.
La prima volta che i giocatori del West Bromwwich Albion, insieme a quelli degli altri clubs, portarono il numero sul retro della maglia, fu nella stagione 1939-1940 sospesa per cause belliche e già nel 1969 il numero era di colore rosso, mentre il nome del giocatore sarà aggiunto sul retro delle divise soltanto a partire dalla stagione 1999-2000.

### Simboli ufficiali
Un tordo (throstle, nel linguaggio del Black Country) su un ramo di biancospino (hawthorn) e con uno sfondo a strisce verticali blu (navy) e bianche.

#### Stemma
Il primo distintivo ufficiale del West Bromwich Albion risale al 1880, quando il segretario del club, Tom Smith, suggerì che un tordo (song trush), posato su una traversa, venisse adottato come stemma. Sin d'allora lo stemma del club ha sempre raffigurato un tordo su uno sfondo a strisce verticali bianche e blu, anche se la traversa fu sostituita da un ramo di biancospino (hawthorn), dal momento in cui The Hawthorns divenne il nuovo ground del club. Il throstle fu scelto perché il locale che la squadra utilizzava come spogliatoio, aveva un tordo domestico in una gabbia. Esso divenne anche il primo soprannome del club, the Throstles. Sul finire degli anni '30 del secolo scorso, la gabbia di un tordo fu piazzata dietro la linea di fondo durante le gare casalinghe e si diceva che era solito cantare soltanto se l'Albion stesse vincendo. Nel 1979, l'effigie di un tordo fu eretta sopra lo scoreboard (tabellone) del Woodman Corner, l'angolo che collega la Brummie Road alla East Stand del The Hawthorns, e fu riposizionata nella stessa area dello stadio dopo i lavori di rinnovamento in vista del nuovo millennio.
Nel 1975, una versione del distintivo (a forma circolare anziché su uno scudo) fu autorizzata dal College of Arms in licenza al club. Lo stemma fu descritto in linguaggio araldico come “su un cerchio di tredici strisce verticali argento e blu con un tordo appollaiato su un ramo di lampone fronzuto e fruttato a modo proprio”. Questa fu l'unica occasione conosciuta nella quale il ramo è stato indicato come un ramo di lampone piuttosto che un ramo di biancospino: Rodney Dennys, l'ufficiale responsabile, forse aveva ricevuto delle informazioni non molto precise.
Per la maggior parte della sua storia sulle maglie dell'Albion non è stato collocato alcun distintivo, anche se lo Stafford knot, il simbolo tradizionale della contea inglese dello Staffordshire, venne rappresentato sulle divise della squadra agli inizi degli anni '80 dell'Ottocento. Lo stemma araldico della città di West Bromwich fu esposto sulle maglie dell'Albion per le finali di FA Cup del 1931, 1935 e 1954. Il motto latino presente sullo stemma della città, “Labor omnia vincit” , in senso letterale si traduce come “il lavoro vince ogni cosa” e in senso translato significa “con uno piccolo sforzo si può ottenere un grande risultato”. Lo stemma della città fu esposto ancora sulle divise dal 1994 fino al 2000.
Il primo logo ufficiale dell'Albion apparve tra la fine degli anni '60 e l'inizio degli anni '70. Sebbene veniva raffigurato il throstle ed il nome del club, non includeva lo scudo a strisce bianche e blu dello stemma attuale; un disegno simile fu usato anche dal 1986 al 1994. Un altro distintivo di colore blu con una versione più astratta del throstle fu esposta sulle divise dal 1972 al 1976, mentre dal 1976 fino al 1986, sulle maglie era ricamato il logotipo WBA, abbreviazione del nome del club.
Lo stemma fu sottoposto a varie revisioni attraverso gli anni, in quanto il club non era ancora riuscito a registrarlo come un marchio di fabbrica. Il distintivo fu ridisegnato infine nel 2006, dopo aver utilizzato sei versioni diverse nelle venti precedenti stagioni, incorporando il nome del club per la prima volta. Il nuovo stemma assicurò la protezione legale necessaria con un disegno che abbracciava la storia del WBA in uno stile moderno e senza alcun senso di perdita dell'orgogliosa eredità del passato.

#### Inno
«The Lord's my Shepherd, I'll not want:

He makes me down to lie

In pastures green; he leadeth me

The quiet waters by.»
(psalm 23: 1-2)

#### Mascotte
Baggie Bird ed Albi sono le mascottes ufficiali del club; entrambe simboleggiano il tordo raffigurato nello stemma del WBA.

## Strutture

### Stadio

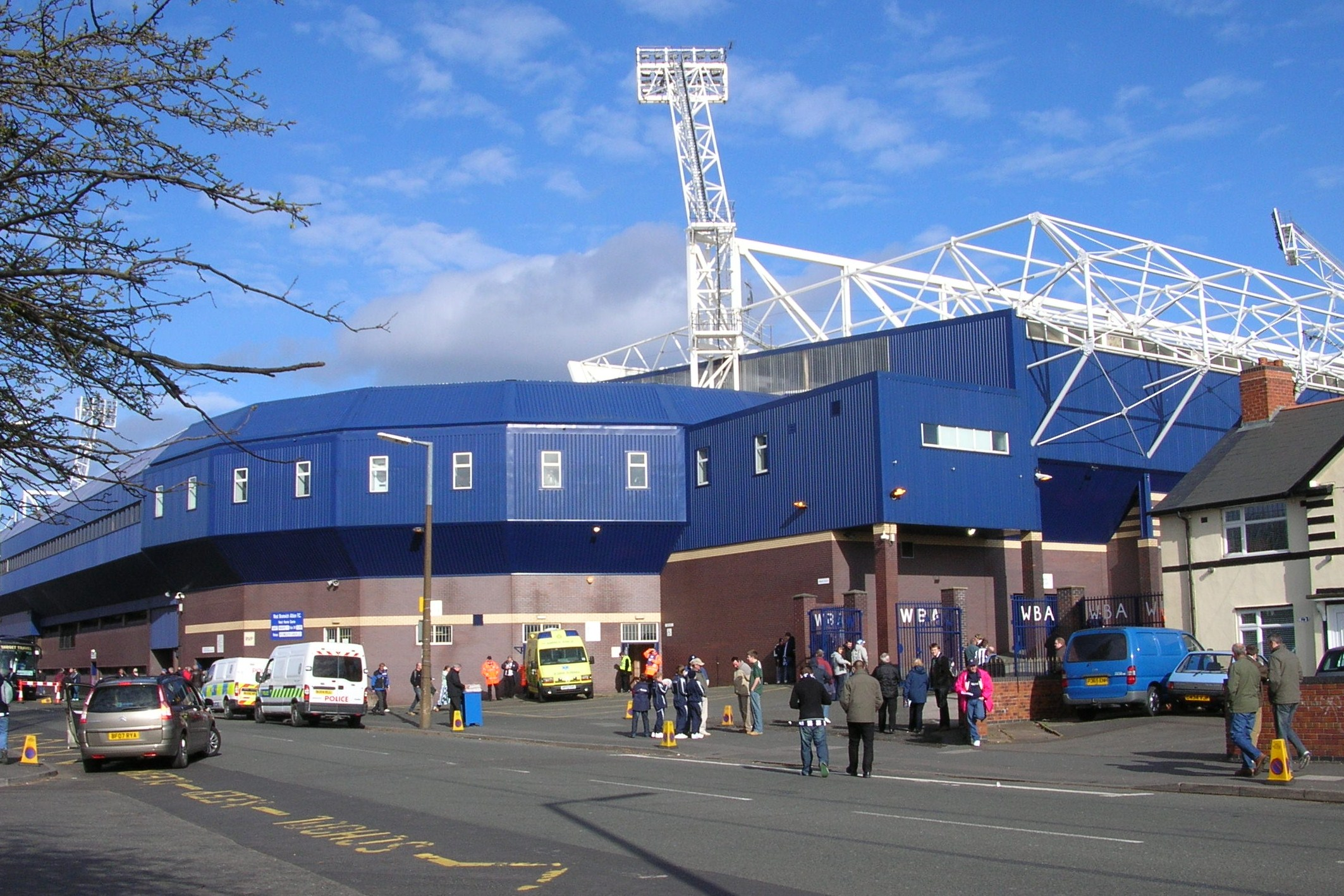
The Hawthorns

Il primo home ground del club fu Coopers Hill, dal 1878 al 1879, poi Dartmouth Park, dal 1879 al 1881, e Bunns Field, dal 1881 al 1882, anche conosciuto come The Birches; fino al trasferimento a Four Acres (in cui l'Albion rimase fino al 1885), lo stesso anno nel quale il club si iscrisse alla Staffordshire FA (a quel tempo West Bromwich era nella contea dello Staffordshire), vincendo la coppa al primo tentativo in finale contro lo Stoke.
A Four Acres, secondo il contratto d'affitto, il club poteva giocare solo di sabato e di lunedì, estate esclusa, perché nel periodo estivo ad occuparlo ci avrebbe pensato il Dartmouth Cricket Club. Abbandonato Four Acres, nel 1885 il club decise di stabilirsi a Stoney Lane, finché Stoney Lane non cominciò a diventare troppo stretto, sia per le finanze sia per le possibilità di sviluppo: discussioni interne tra favorevoli a rimanere a Stoney Lane e contrari, videro prevalere questi ultimi, e venne così preso in affitto parte del terreno inerente al Sandwell Park, ground che sarebbe diventato The Hawthorns e fu inaugurato nel 1900.

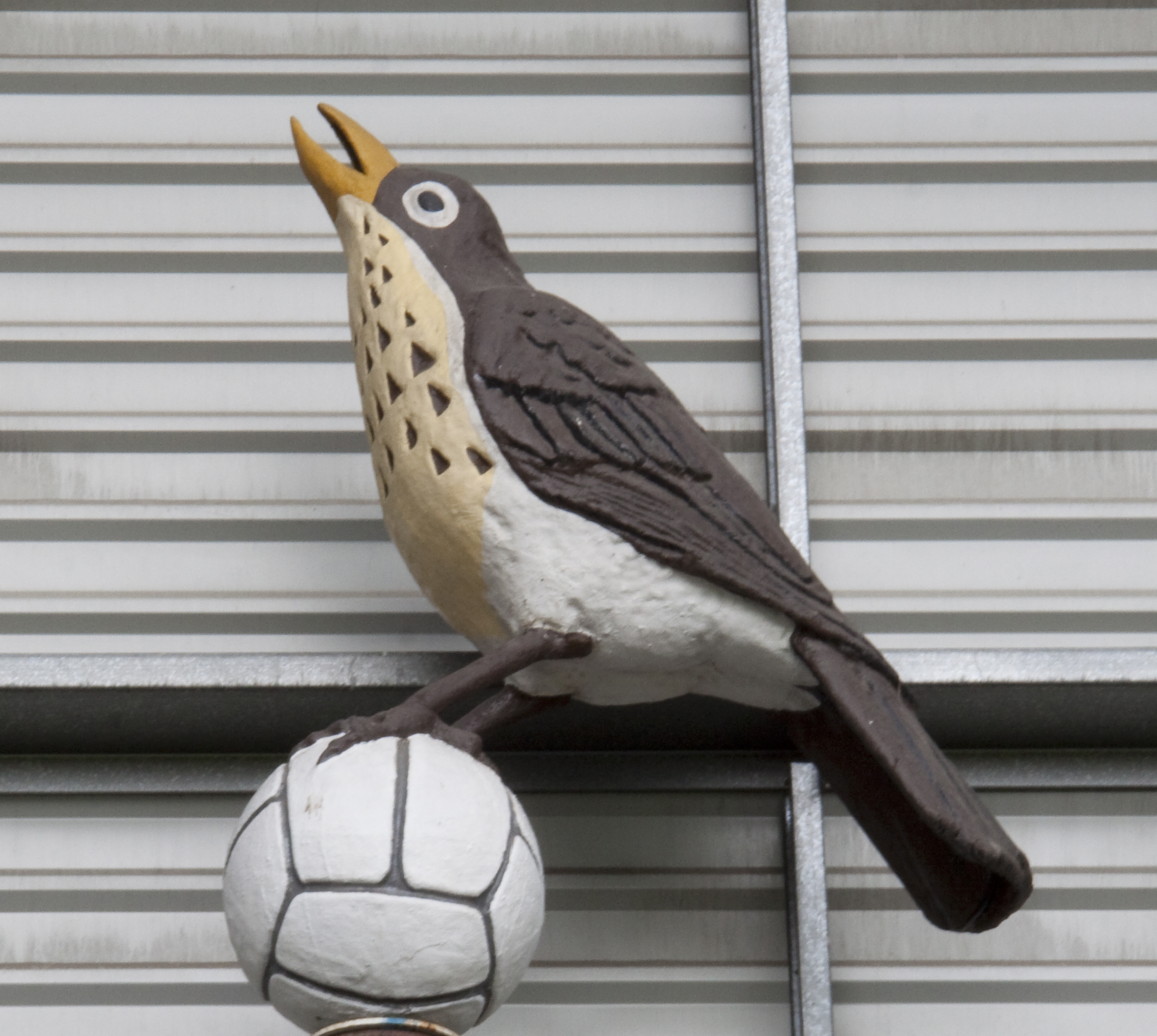
The Throstle, simbolo situato in Woodman Corner sin dagli anni '70

Il nome deriva dal semplice fatto che quell'area era ricoperta da biancospini (hawthorn, che compare ancora oggi nel simbolo del club), mentre le modalità contrattuali erano le solite incontrate anche per altri stadi: affitto con opzione d'acquisto a favore del club nell'arco di quattordici anni dal momento della firma.
The Hawthorns è situato ad un'altitudine di 551 piedi (168 metri) sul livello del mare e questo ne fa lo stadio situato al più alto livello sul mare di tutta l'Inghilterra; dai Baggies è detto The Shrine (il Santuario). Con tutti i miglioramenti fatti negli ultimi anni, The Hawthorns si configura come un impianto capace di unire modernità e tradizione. I settori si suddividono in quattro Stand tutte collegate tra loro, in particolare la East Stand è collegata alle due End mediante due corners, mentre la West Stand è stata costruita in maniera tale da non averne bisogno. La capienza ufficiale è di 26,272 spettatori. Lo stadio è quasi sempre pieno, l'attendance media è decisamente vicina alla capienza e questo garantisce sempre un colpo d'occhio spettacolare nelle partite interne.
I settori del ground sono: West Stand, su Halfords Lane, Birmingham Road End, che i tifosi chiamano affettuosamente Brummie Road, Smethwick End, il settore ospiti, e la East Stand, che sostituisce la vecchia Rainbow Stand.

### Centro di allenamento
Il centro d’allenamento del West Bromwich Albion è situato a Walsall, nelle West Midlands, e dista circa 10 km da The Hawthorns. Si tratta di una vastissima area acquisita di recente dal club, che ha investito in un modernissimo training center comprensivo di un campo da gioco coperto, completato prima della stagione 2013-2014. Il centro sportivo in cui il WBA si allena non è molto distante da quello del Walsall F.C., il quale si trova invece ad Essington, in prossimità di Wolverhampton. Più di una volta è capitato, infatti, che i nuovi acquisti del Walsall hanno raggiunto erroneamente in taxi il campo d’allenamento del WBA scambiandolo per il proprio.

## Società

### Organigramma societario
- Primo Azionista e Chairman: Shilen Patel
- Capo Esecutivo: Mark Miles
- Direttore Sportivo: Andrew Nestor
- Direttore Operativo: Ian Pearce
- Settore finanziario: Josh Bentley
- Media e Comunicazioni: Ian Skidmore
- Settore Commerciale: Tomasz Chadwick
- Sede: Bilkul Football WBA, Florida

### Sponsor
| Periodo   | Kit               | Sponsor                        |
| 1974–1981 | Umbro             | —                              |
| 1981-1982 | Umbro             | BSR                            |
| 1982-1984 | Umbro             | Swan                           |
| 1984-1986 | Umbro             | No Smoking                     |
| 1986-1989 | Umbro             | Apollo 2000                    |
| 1989-1990 | Scoreline         | Apollo 2000                    |
| 1990-1991 | Scoreline         | Sandwell Council               |
| 1991-1992 | Influence         | Sandwell Council               |
| 1992-1993 | Albion Collection | Sandwell Council               |
| 1993-1994 | Pelada            | Coucher & Shaw                 |
| 1994-1995 | Pelada            | Guest Motors                   |
| 1995-1997 | Patrick           | Guest Motors                   |
| 1997-2002 | Patrick           | West Bromwich Building Society |
| 2002-2003 | The Baggies       | West Bromwich Building Society |
| 2003-2004 | Diadora           | West Bromwich Building Society |
| 2004-2006 | Diadora           | T-Mobile                       |
| 2006-2008 | Umbro             | T-Mobile                       |
| 2008-2009 | Umbro             | —                              |
| 2009-2010 | Umbro             | Various                        |
| 2010-2011 | Umbro             | HomeServe                      |
| 2011-2012 | Adidas            | Bodog                          |
| 2012-2014 | Adidas            | Zoopla                         |
| 2014-2015 | Adidas            | QuickBooks                     |
| 2015-2016 | Adidas            | Tlcbet                         |
| 2016-2017 | Adidas            | K8 Group                       |
| 2017-2018 | Adidas            | Palm                           |
| 2018-2024 | Puma              | Ideal Heating                  |
| 2024-     | Macron            | Ideal Heating                  |

## Allenatori e presidenti
Lista dei manager del West Bromwich Albion F.C. dal 1890.
| Posto | Nome                       | Periodo           |
| ----- | -------------------------- | ----------------- |
| 1     | Louis Ford                 | ago.1890-mag.1892 |
| 2     | Henry Jackson              | ago.1892-mag.1894 |
| 3     | Edward Stephenson          | ago.1894-mag.1895 |
| 4     | Clement Keys               | ago.1895-mag.1896 |
| 5     | Frank Heaven               | ago.1896-mag.1902 |
| 6     | Fred Everiss               | ago.1902-ago.1948 |
| 7     | Jack Smith                 | lug.1948-apr.1952 |
| 8     | Jesse Carver               | mag.1952-feb.1953 |
| 9     | Vic Buckingham             | feb.1953-mag.1959 |
| 10    | Gordon Clark               | giu.1959-ott.1961 |
| 11    | Archie Macaulay            | ott.1961-apr.1963 |
| 12    | Jimmy Hagan                | apr.1963-mag.1967 |
| 13    | Alan Ashman                | giu.1967-giu.1971 |
| 14    | Don Howe                   | lug.1971-apr.1975 |
| 15    | Brian Whitehouse (interim) | apr.1975-giu.1975 |
| 16    | Johnny Giles               | lug.1975-mag.1977 |
| 17    | Ronnie Allen               | giu.1977-dic.1977 |
| 18    | John Wile (interim)        | dic.1977-gen.1978 |
| 19    | Ron Atkinson               | gen.1978-giu.1981 |
| 20    | Ronnie Allen               | lug.1981-mag.1982 |
| 21    | Ron Wylie                  | lug.1982-feb.1984 |
| 22    | Johnny Giles               | feb.1984-set.1985 |
| 23    | Nobby Stiles               | set.1985-feb.1986 |

| Posto | Nome                                  | Periodo           |
| ----- | ------------------------------------- | ----------------- |
| 24    | Ron Saunders                          | feb.1986-set.1987 |
| 25    | Ron Atkinson                          | set.1987-ott.1988 |
| 26    | Brian Talbot (interim)                | ott.1988-nov.1988 |
| 27    | Brian Talbot                          | nov.1988-gen.1991 |
| 28    | Stuart Pearson (interim)              | gen.1991-feb.1991 |
| 29    | Bobby Gould                           | feb.1991-mag.1992 |
| 30    | Osvaldo Ardiles                       | mag.1992-giu.1993 |
| 31    | Keith Burkinshaw                      | giu.1993-ott.1994 |
| 32    | Alan Buckley                          | ott.1994-gen.1997 |
| 33    | Arthur Mann (interim)                 | gen.1997-feb.1997 |
| 34    | Ray Harford                           | feb.1997-dic.1997 |
| 35    | Richie Barker (interim)               | dic.1997          |
| 36    | John Trewick (interim)                | dic.1997          |
| 37    | Denis Smith                           | dic.1997-lug.1999 |
| 38    | Cyrille Regis & John Gorman (interim) | lug.1999-ago.1999 |
| 39    | Brian Little                          | ago.1999-mar.2000 |
| 40    | Cyrille Regis & Allan Evans (interim) | mar.2000          |
| 41    | Gary Megson                           | mar.2000-ott.2004 |
| 42    | Frank Burrows (interim)               | ott.2004-nov.2004 |
| 43    | Bryan Robson                          | nov.2004-set.2006 |
| 44    | Nigel Pearson (interim)               | set.2006-ott.2006 |
| 45    | Craig Shakespeare (interim)           | ott.2006          |

| Posto | Nome                       | Periodo           |
| ----- | -------------------------- | ----------------- |
| 46    | Tony Mowbray               | ott.2006-giu.2009 |
| 47    | Roberto Di Matteo          | giu.2009-feb.2011 |
| 48    | Michael Appleton (interim) | feb.2011          |
| 49    | Roy Hodgson                | feb.2011-mag.2012 |
| 50    | Steve Clarke               | giu.2012-dic.2013 |
| 51    | Keith Downing (interim)    | dic.2013-gen.2014 |
| 52    | Pepe Mel                   | gen.2014-mag.2014 |
| 53    | Alan Irvine                | giu.2014-dic.2014 |
| 54    | Rob Kelly (interim)        | dic.2014-gen.2015 |
| 55    | Tony Pulis                 | gen.2015-nov.2017 |
| 56    | Gary Megson (interim)      | nov.2017          |
| 57    | Alan Pardew                | nov.2017-apr.2018 |
| 58    | Darren Moore               | apr.2018-mar.2019 |
| 59    | James Shan (interim)       | mar.2019-mag.2019 |
| 60    | Slaven Bilić               | giu.2019-dic.2020 |
| 61    | Sam Allardyce              | dic.2020-giu.2021 |
| 62    | Valérien Ismaël            | giu.2021-feb.2022 |
| 63    | Steve Bruce                | feb.2022-ott.2022 |
| 64    | Richard Beale (interim)    | ott.2022          |
| 65    | Carlos Corberán            | ott.2022-dic.2024 |
| 66    | Chris Brunt (interim)      | dic.2024-gen.2025 |
| 67    | Tony Mowbray               | gen.2025          |

## Calciatori

### Calciatore dell'anno
| Anno | Vincitore       |
| ---- | --------------- |
| 1979 | Bryan Robson    |
| 1980 | N/A             |
| 1981 | Tony Godden     |
| 1982 | Cyrille Regis   |
| 1983 | N/A             |
| 1984 | Paul Barron     |
| 1985 | Garry Thompson  |
| 1986 | Stephen Hunt    |
| 1987 | Stuart Naylor   |
| 1988 | Carlton Palmer  |
| 1989 | Chris Whyte     |
| 1990 | Bernard McNally |
| 1991 | Graham Roberts  |

| Anno | Vincitore        |
| ---- | ---------------- |
| 1992 | Daryl Burgess    |
| 1993 | Bob Taylor       |
| 1994 | Daryl Burgess    |
| 1995 | Paul Mardon      |
| 1996 | Andy Hunt        |
| 1997 | Ian Hamilton     |
| 1998 | Alan Miller      |
| 1999 | Lee Hughes       |
| 2000 | Larus Sigurdsson |
| 2001 | Neil Clement     |
| 2002 | Russell Hoult    |
| 2003 | Jason Koumas     |
| 2004 | Thomas Gaardsøe  |

| Anno | Vincitore         |
| ---- | ----------------- |
| 2005 | Ronnie Wallwork   |
| 2006 | Jonathan Greening |
| 2007 | Diomansy Kamara   |
| 2008 | Kevin Phillips    |
| 2009 | Chris Brunt       |
| 2010 | Graham Dorrans    |
| 2011 | Youssuf Mulumbu   |
| 2012 | Ben Foster        |
| 2013 | Gareth McAuley    |
| 2014 | Ben Foster        |
| 2015 | James Morrison    |
| 2016 | Darren Fletcher   |
| 2017 | Ben Foster        |

| Anno | Vincitore       |
| ---- | --------------- |
| 2018 | Ben Foster      |
| 2019 | Dwight Gayle    |
| 2020 | Matheus Pereira |
| 2021 | Sam Johnstone   |
| 2022 | Matt Clarke     |
| 2023 | Jayson Molumby  |
| 2024 | Cédric Kipré    |

### Vincitori di titoli
Calciatori campioni d'Asia
- Jason Davidson (Australia 2015)

## Palmarès

### Competizioni nazionali
- Campionato inglese: 1

1919-1920
- Coppa d'Inghilterra: 5

1887-1888, 1891-1892, 1930-1931, 1953-1954, 1967-1968
- Coppa di Lega inglese: 1

1965-1966
- Charity Shield: 2

1920, 1954
- Football League Championship/Second Division: 3

1901-1902, 1910-1911, 2007-2008
- Tennent Caledonian Cup: 1

1977
- Bass Charity Vase: 3

1999, 2000, 2003

### Competizioni regionali
- Birmingham Senior Cup: 5

1885-1886, 1894-1895, 1987-1988, 1989-1990, 1990-1991

### Competizioni giovanili
- FA Youth Cup: 1

1975-1976

## Statistiche

### Partecipazione alle coppe europee
- Partecipazioni alla Coppa delle Coppe: 1

Miglior risultato: (quarti di finale)
- Partecipazioni alla Coppa UEFA: 3

Miglior risultato: (quarti di finale)
- Partecipazioni alla Coppa delle Fiere: 1

Miglior risultato: (ottavi di finale)

### Statistiche nelle competizioni UEFA
Tabella aggiornata alla fine della stagione 2017-2018.
| Competizione                  | Partecipazioni | G  | V | N | P | RF | RS |
| ----------------------------- | -------------- | -- | - | - | - | -- | -- |
| Coppa delle Coppe             | 1              | 6  | 2 | 2 | 2 | 8  | 5  |
| Coppa UEFA/UEFA Europa League | 3              | 12 | 5 | 2 | 5 | 15 | 14 |
| Coppa delle Fiere             | 1              | 4  | 1 | 1 | 2 | 7  | 9  |

## Statistiche e record

### I migliori marcatori
| #  | Nome            | Premiership | FA Cup  | League Cup | Altro   | Totale    | %    |
| 1  | Tony Brown      | 218 (574)   | 27 (54) | 17 (47)    | 17 (45) | 279 (720) | 0.38 |
| 2  | Ronnie Allen    | 208 (415)   | 42 (23) | 0 (0)      | 3 (1)   | 234 (458) | 0.51 |
| 3  | W.G. Richardson | 202 (320)   | 26 (34) | 0 (0)      | 0 (0)   | 228 (354) | 0.64 |
| 4  | Jeff Astle      | 137 (292)   | 14 (23) | 19 (28)    | 4 (18)  | 174 (361) | 0.48 |
| 5  | Derek Kevan     | 157 (262)   | 16 (29) | 0 (0)      | 0 (0)   | 173 (291) | 0.59 |
| 6  | Joe Carter      | 145 (414)   | 10 (37) | 0 (0)      | 0 (0)   | 155 (451) | 0.34 |
| 7  | Tommy Glidden   | 135 (445)   | 5 (33)  | 0 (0)      | 0 (1)   | 140 (479) | 0.29 |
| 8  | Bob Taylor      | 113 (324)   | 4 (10)  | 6 (22)     | 8 (21)  | 131 (377) | 0.34 |
| 9  | Fred Morris     | 112 (263)   | 4 (20)  | 0 (0)      | 2 (4)   | 118 (287) | 0.65 |
| 10 | Cyrille Regis   | 82 (237)    | 10 (25) | 16 (28)    | 4 (12)  | 112 (302) | 0.37 |

Nota: marcature in gare solamente ufficiali (incl. i cambi) - tra parentesi le presenze complessive.

### Bilancio delle ultime stagioni
| Stagione  | PL  | FLC | P.ti | G  | V  | N  | P  | GF | GS | DR  |
| 2004–2005 | 17º |     | 34   | 38 | 6  | 16 | 16 | 36 | 61 | –25 |
| 2005–2006 | 19º |     | 30   | 38 | 7  | 9  | 22 | 31 | 58 | –27 |
| 2006–2007 |     | 4º  | 76   | 46 | 22 | 10 | 14 | 81 | 55 | +26 |
| 2007–2008 |     | 1º  | 81   | 46 | 23 | 12 | 11 | 88 | 55 | +33 |
| 2008–2009 | 20º |     | 32   | 38 | 8  | 8  | 22 | 36 | 67 | –31 |
| 2009–2010 |     | 2º  | 91   | 46 | 26 | 13 | 7  | 89 | 48 | +41 |
| 2010–2011 | 11º |     | 47   | 38 | 12 | 11 | 15 | 56 | 71 | –15 |
| 2011–2012 | 10º |     | 47   | 38 | 13 | 8  | 17 | 45 | 52 | –7  |
| 2012–2013 | 8º  |     | 49   | 38 | 14 | 7  | 17 | 53 | 57 | –4  |
| 2013–2014 | 17º |     | 36   | 38 | 7  | 15 | 16 | 43 | 59 | –16 |
| 2014–2015 | 13º |     | 44   | 38 | 11 | 11 | 16 | 38 | 51 | –13 |
| 2015–2016 | 14º |     | 45   | 38 | 10 | 13 | 15 | 34 | 48 | –14 |
| 2016–2017 | 10º |     | 45   | 38 | 12 | 9  | 17 | 43 | 51 | –8  |
| 2017–2018 | 20º |     | 31   | 38 | 6  | 13 | 19 | 31 | 56 | –25 |
| 2018–2019 |     | 4º  | 80   | 46 | 23 | 11 | 12 | 87 | 62 | +25 |
| 2019–2020 |     | 2º  | 83   | 46 | 22 | 17 | 7  | 77 | 45 | +32 |
| 2020–2021 | 19º |     | 26   | 38 | 5  | 11 | 22 | 35 | 76 | –41 |
| 2021–2022 |     | 10º | 67   | 46 | 18 | 13 | 15 | 52 | 45 | +7  |
| 2022–2023 |     | 9º  | 66   | 46 | 18 | 12 | 16 | 59 | 53 | +6  |
| 2023–2024 |     | 5º  | 75   | 46 | 21 | 12 | 13 | 70 | 47 | +23 |

## Tifoseria

### Gemellaggi e rivalità
Le rivalità più sentite sono quelle con le altre formazioni delle West Midlands: in particolare Aston Villa (West Midlands Derby) e Wolverhampton Wanderers (Black Country Derby); a seguire quelle con Birmingham City, Stoke City e Walsall,

## Organico

### Rosa 2025-2026
Rosa, numerazione e ruoli, tratti dal sito ufficiale, sono aggiornati al 9 agosto 2025.
| N. |                         | Ruolo | Calciatore             |
| -- | ----------------------- | ----- | ---------------------- |
| 2  | Inghilterra (bandiera)  | D     | Darnell Furlong        |
| 3  | Inghilterra (bandiera)  | D     | Nat Phillips           |
| 4  | Ungheria (bandiera)     | C     | Callum Styles          |
| 6  | Nigeria (bandiera)      | D     | Semi Ajayi             |
| 7  | Inghilterra (bandiera)  | A     | Jed Wallace (capitano) |
| 8  | Irlanda (bandiera)      | C     | Jayson Molumby         |
| 9  | Nigeria (bandiera)      | A     | Josh Maja              |
| 10 | Inghilterra (bandiera)  | A     | Karlan Grant           |
| 11 | RD del Congo (bandiera) | A     | Grady Diangana         |
| 12 | Stati Uniti (bandiera)  | A     | Daryl Dike             |
| 17 | Mali (bandiera)         | C     | Ousmane Diakité        |

| N. |                             | Ruolo | Calciatore     |
| -- | --------------------------- | ----- | -------------- |
| 19 | Inghilterra (bandiera)      | A     | Will Lankshear |
| 20 | Inghilterra (bandiera)      | P     | Josh Griffiths |
| 21 | Irlanda del Nord (bandiera) | C     | Isaac Price    |
| 22 | Irlanda (bandiera)          | A     | Mikey Johnston |
| 23 | Inghilterra (bandiera)      | P     | Joe Wildsmith  |
| 26 | Danimarca (bandiera)        | A     | Tammer Bany    |
| 27 | Inghilterra (bandiera)      | C     | Alex Mowatt    |
| 30 | Inghilterra (bandiera)      | P     | Ted Cann       |
| 31 | Inghilterra (bandiera)      | A     | Tom Fellows    |
| 32 | Inghilterra (bandiera)      | A     | Adam Armstrong |
| 44 | Inghilterra (bandiera)      | A     | Devante Cole   |

### Staff tecnico
Organigramma aggiornato al 1° luglio 2025.
- Allenatore:  Ryan Mason
- Vice allenatore:  Nigel Gibbs
- Vice allenatore:  Sam Pooley
- Preparatore tecnico:  James Morrison
- Analista tecnico:  Damia Abella
- Preparatore portieri:  Boaz Myhill
- Direttore medico:  Tony Strudwick
- Preparatore atletico:  Richard Rawlins
- Fisioterapista:  Adam Bending
- Settore giovanile:  Richard Stevens
- Reclutamento giovanili:  Tom Brady